# Тютюнники (Житомирський район)
Тютю́нники (колишня назва Тютюняти) — село в Україні, у Чуднівській громаді, Житомирського району, Житомирської області. Населення становить 650 осіб. Орган місцевого самоврядування — Чуднівська міська рада.

## Історія
Станом на 1885 рік у колишньому власницькому селі П'ятківської волості Житомирського повіту Волинської губернії мешкало 542 особи, налічувалось 70 дворових господарств, існували православна церква, постоялий будинок і вітряний млин.
За переписом 1897 року кількість мешканців зросла до 964 осіб (487 чоловічої статі та 477 — жіночої), з яких 912 — православної віри.

## Промисловість
- Чуднівський цегельний завод.

## Відомі люди
- Білічук Надія Петрівна (* 1965) — українська лікарка. Заслужений лікар України.
- Вознюк Олександр Олегович (1992—2017) — молодший сержант морської піхоти України, учасник російсько-української війни.
- Лонський Дмитро Дем'янович (1921—1992) — радянський господарник, державний і політичний діяч, Герой Соціалістичної Праці.
- Русаловський Сергій Миколайович (1972—2014) — солдат Збройних сил України, учасник російсько-української війни.
- Очеретний Максим Юрійович - видатний діяч Збройних Сил України.

## Галерея

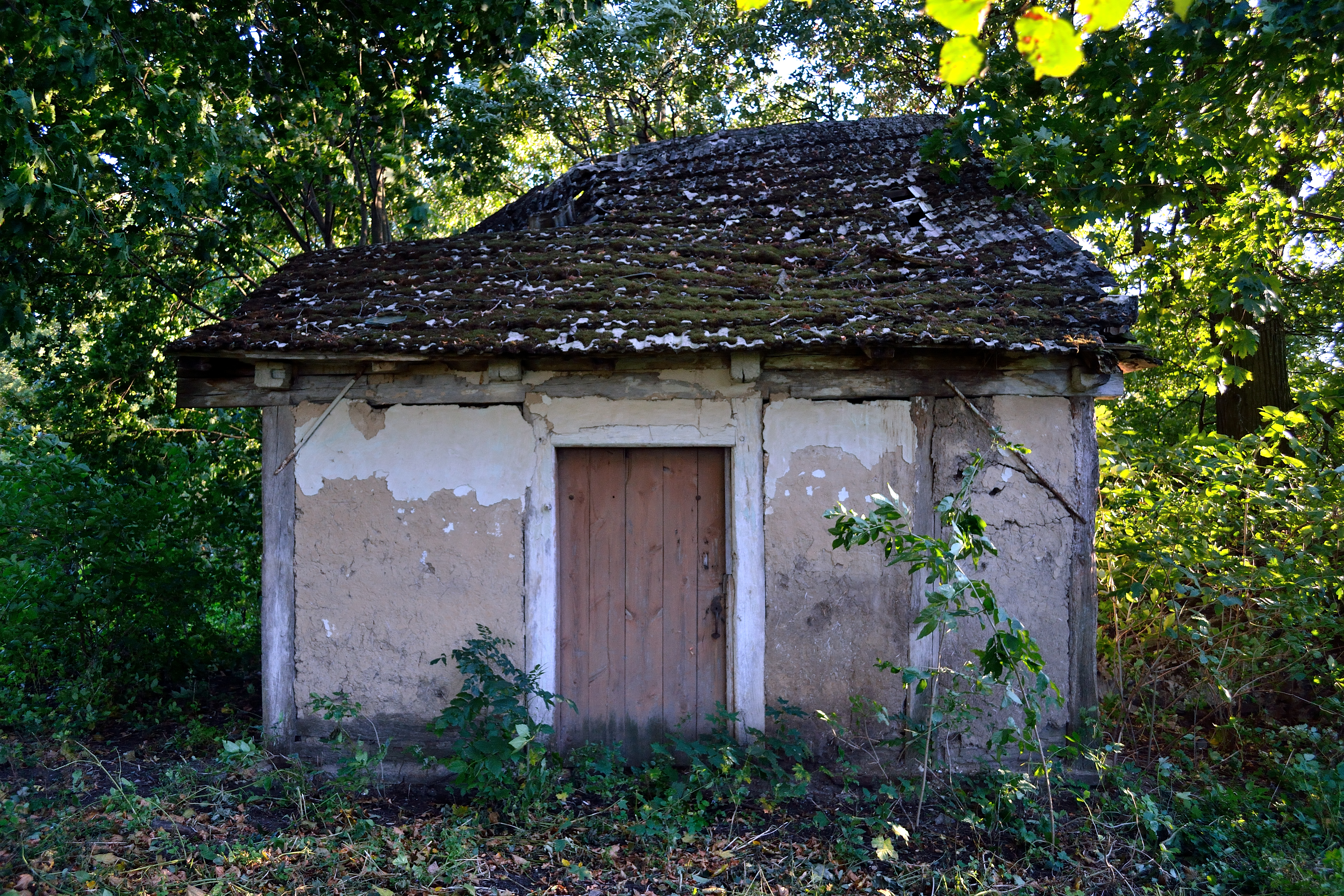
Садибний будинок
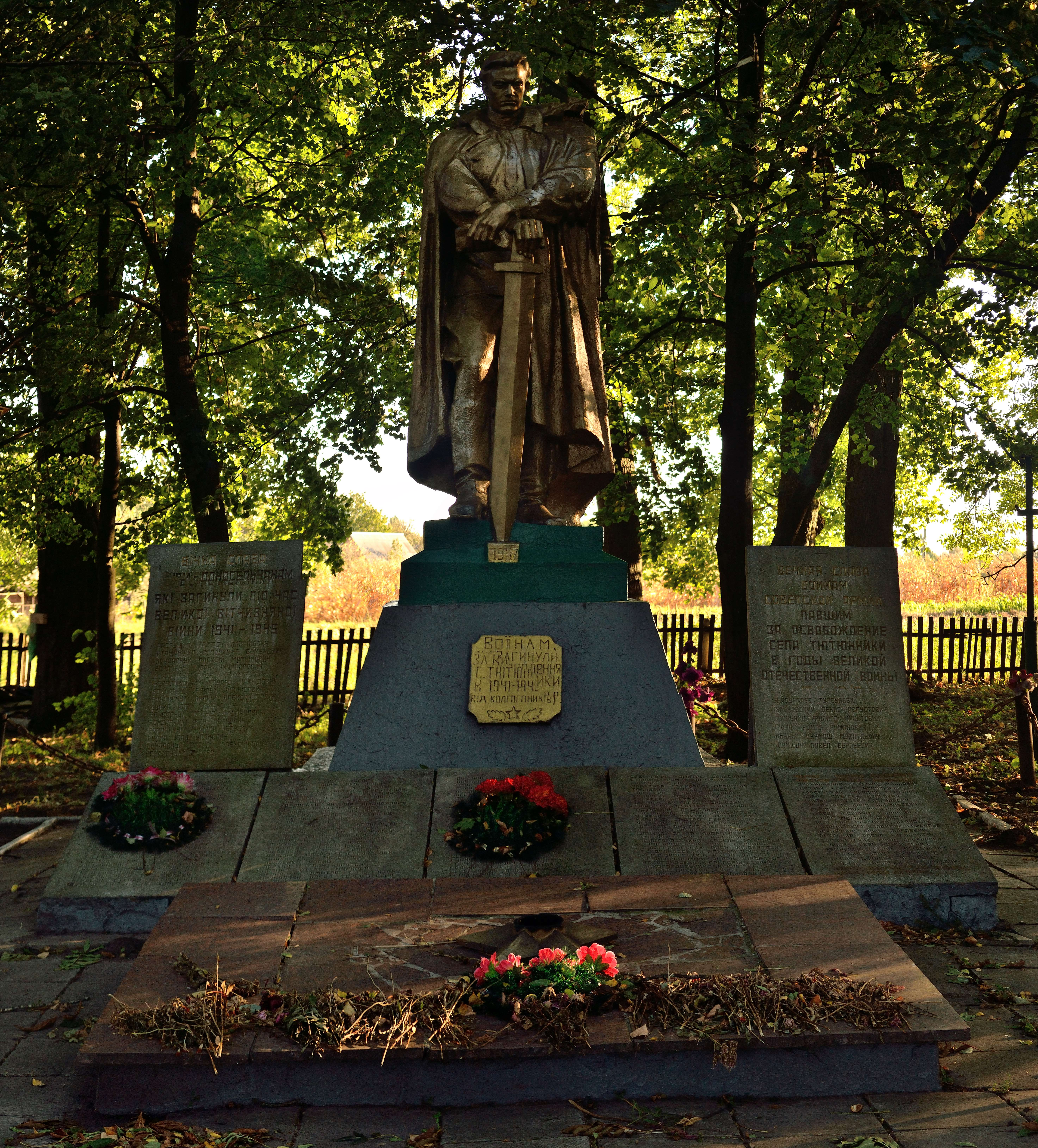
Братська могила радянських воїнів та пам'ятник воїнам-односельчанам
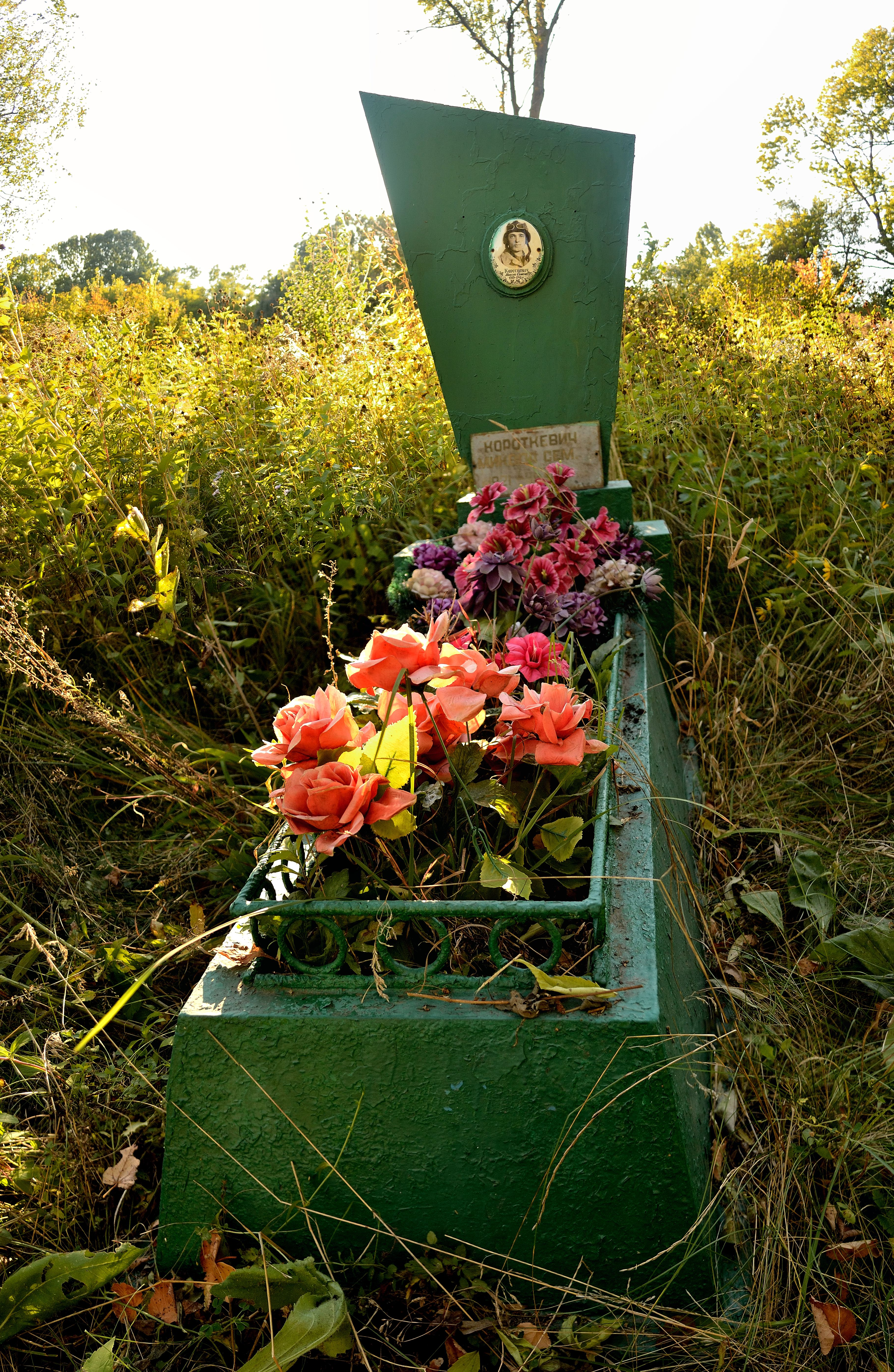
Могила радянського воїна Короткевича М. С.